# 在日グアテマラ人
在日グアテマラ人（ざいにちグアテマラじん）は、日本に一定期間在住するグアテマラ国籍の人々である。

## 統計
日本の法務省の在留外国人統計によると、2023年12月末時点で在日グアテマラ人は182人である。
在留資格別（3位まで）
| 順位 | 在留資格         | 人数 |
| ---- | ---------------- | ---- |
| 1    | 永住者           | 61   |
| 2    | 留学             | 48   |
| 3    | 日本人の配偶者等 | 33   |

都道府県別（3位まで）
| 順位 | 都道府県 | 人数 |
| ---- | -------- | ---- |
| 1    | 東京     | 41   |
| 2    | 神奈川   | 24   |
| 3    | 大阪     | 14   |